# Limenitis infranigrans
Limenitis infranigrans är en fjärilsart som beskrevs av Ruggero Verity 1950. Limenitis infranigrans ingår i släktet Limenitis och familjen praktfjärilar. Inga underarter finns listade i Catalogue of Life.